# Liste des indicatifs téléphoniques au Bénin
Voici la liste des indicatifs téléphoniques au Bénin.
L’indicatif international du Bénin est le « +229 ».
À partir du Bénin, le « 00 » est le préfixe pour appeler l’international.
Les numéros mobiles et fixes ont  la forme à 10 chiffres à partir du 29/11/2024.
Les numéros au Bénin s’écrivent en général en 5 tranches de deux chiffres. Les numéros courts de trois chiffres s’écrivent en général en une seule tranche de trois chiffres.
La structure du Plan National de numérotation du Bénin se présente comme suit :
| 00                                                                                              | Préfixe d’accès à l’international, |
| Tranche 01                                                                                      | |
| Tranche 01 0 : Préfixes d’accès,                                                                | |
| 01 01 ou 01 01y                                                                                 | Préfixe de sélection de transporteur |
| 01 02 ou 01 02y                                                                                 | Préfixe de sélection de transporteur |
| 01 03 ou 01 03y                                                                                 | Préfixe de sélection de transporteur |
| 01 04 ou 01 04y                                                                                 | Préfixe de sélection de transporteur |
| 01 05 ou 01 05y                                                                                 | Préfixe de sélection de transporteur |
| 01 06 ou 01 06y                                                                                 | Préfixe de sélection de transporteur |
| 01 07 ou 01 07y                                                                                 | Préfixe de sélection de transporteur |
| 01 08 ou 01 08y                                                                                 | Préfixe de sélection de transporteur |
| 01 09 ou 01 09y                                                                                 | Préfixe de sélection de transporteur |
| Tranche 01 2 : Numéros géographiques (réseaux fixes),                                           | |
| 01 20 xx xx xx                                                                                  | Zone géographique Ouémé, Plateau |
| 01 21 xx xx xx                                                                                  | Zone géographique Littoral, Atlantique |
| 01 22 xx xx xx                                                                                  | Zone géographique Mono, Couffo, Zou, Collines |
| 01 23 xx xx xx                                                                                  | Zone géographique Atacora, Donga, Alibori, Borgou |
| Tranche 01 4 : Numéros non géographiques (réseaux mobiles)                                      | |
| 01 40 xx xx xx                                                                                  | Celtiis, |
| 01 41 xx xx xx                                                                                  | Celtiis, |
| 01 42 xx xx xx                                                                                  | MTN |
| 01 43 xx xx xx                                                                                  | Celtiis |
| 01 44 xx xx xx                                                                                  | Celtiis |
| 01 46 xx xx xx                                                                                  | MTN |
| Tranche 01 5 : Numéros non géographiques (réseaux mobiles)                                      | |
| 01 50 xx xx xx                                                                                  | MTN |
| 01 51 xx xx xx                                                                                  | MTN, |
| 01 52 xx xx xx                                                                                  | MTN, |
| 01 53 xx xx xx                                                                                  | MTN |
| 01 54 xx xx xx                                                                                  | MTN |
| 01 55 xx xx xx                                                                                  | Moov, |
| 01 56 xx xx xx                                                                                  | MTN |
| 01 57 xx xx xx                                                                                  | MTN |
| 01 58 xx xx xx                                                                                  | Moov |
| 01 59 xx xx xx                                                                                  | MTN |
| Tranche 01 6 : Numéros non géographiques (réseaux mobiles)                                      | |
| 01 60 xx xx xx                                                                                  | Moov |
| 01 61 xx xx xx                                                                                  | MTN, |
| 01 62 xx xx xx                                                                                  | MTN, |
| 01 63 xx xx xx                                                                                  | Moov |
| 01 64 xx xx xx                                                                                  | Moov |
| 01 65 xx xx xx                                                                                  | Moov |
| 01 66 xx xx xx                                                                                  | MTN, |
| 01 67 xx xx xx                                                                                  | MTN, |
| 01 68 xx xx xx                                                                                  | Moov, |
| 01 69 xx xx xx                                                                                  | MTN, |
| Tranche 01 8 : Numéros longs d’accès aux services à valeur ajoutée et prestataires de services, | |
| 01 80 xx xx xx                                                                                  | Numéros longs d’accès aux services (serveur internet, prépaiement videotext…) - 80 1x xx xx Provider Internet, serveurs d’information - 80 7x xx xx Serveurs d’information, vidéotext |
| 01 81 xx xx xx                                                                                  | Réservé pour services à valeur ajoutée (numéros verts, azur…) |
| 01 85 xx xx xx                                                                                  | Prestataires de services (dont « opérateurs virtuels ») |
| Tranche 01 9 : Numéros non géographiques (réseaux mobiles),                                     | |
| 01 90 xx xx xx                                                                                  | MTN, |
| 01 91 xx xx xx                                                                                  | MTN, |
| 01 92 xx xx xx                                                                                  | Bbcom hors service, |
| 01 93 xx xx xx                                                                                  | Bbcom hors service, |
| 01 94 xx xx xx                                                                                  | Moov |
| 01 95 xx xx xx                                                                                  | Moov |
| 01 96 xx xx xx                                                                                  | MTN, |
| 01 97 xx xx xx                                                                                  | MTN, |
| 01 98 xx xx xx                                                                                  | Moov, |
| 01 99 xx xx xx                                                                                  | Moov, |
| Tranche 1 : Services d’urgence, d’assistance ou d’intérêt général                               | |
| 10y ou 10yz                                                                                     | Services d’urgence et d’assistance |
| 11y                                                                                             | Services de protection civile, de sécurité - 117 Service d’urgence – Police - 118 Service d’urgence – Pompier                                                                         |
| 12y ou 12yz                                                                                     | Services d’urgence et d’assistance |
| 13y ou 13yz                                                                                     | Services de renseignement et d’assistance |
| 14y ou 14yz                                                                                     | Services d’urgence et d’assistance |
| 15y ou 15yz                                                                                     | Services d’urgence et d’assistance |
| 16y                                                                                             | Services sociaux - 160 Brigade des mineurs |
| 17y ou 17yz                                                                                     | Services d’urgence et d’assistance |
| 18y ou 18yz                                                                                     | Services d’urgence et d’assistance |
| 19y ou 19yz                                                                                     | Services d’urgence et d’assistance |
| Tranche 7 : Numéros courts d’accès aux serveurs et services à valeur ajoutée,                   | |
| 70 yz                                                                                           | Numéros courts (payants) tarif inférieur à 150 XOF TTC. |
| 71 yz                                                                                           | Numéros courts (payants) tarif compris entre 151 XOF et 300 XOF TTC. |
| 72 yz                                                                                           | Numéros courts (payants) tarif supérieur à 300 XOF TTC. |
| 73 yz                                                                                           | Numéros courts (gratuits) |
| 74 yz                                                                                           | Numéros courts (gratuits) |
| 75 yz                                                                                           | Numéros courts (gratuits) |

## Historique
L'ancien opérateur Glo Bénin est hors service depuis le 18 décembre 2017. Ses préfixes 01 68, 01 98 et 01 99 ont été réattribués à Moov,.
L'ancien opérateur Libercom est hors service. Son numéro 01 90 a été réattribué à MTN,.